# آلاس
آلاس (به اسپانیایی: Alás Serch) یک منطقهٔ مسکونی در اسپانیا است که در آلت یورگل واقع شده‌است. آلاس ۵۷٫۷ کیلومتر مربع مساحت دارد.